# Gerhard III van Lohn
Gerhard III van Lohn of Gerhard III von Loen) (1180-1221) was graaf van het graafschap Lohn, heer van Bredevoort van 1190 tot 1221. Hij was een zoon van Godschalk II van Loon. De naam van zijn vrouw is onbekend, Gerhard kreeg zeven kinderen:
- Dochter van Lohn
- Beatrix van Lohn
- Gostia van Lohn
- Herman van Lohn (1203 / + 1252)
- Hendrik van Lohn
- Mechtild van Lohn
- Otto van Lohn
- Gerhard IV van Lohn